# Biathlon-Weltcup 1996/97
Der Biathlon-Weltcup 1996/97 war eine Wettkampfserie im Biathlon, die aus jeweils 20 Einzel-, fünf Staffel- und zwei Teamrennen für Männer und Frauen bestand und an neun Veranstaltungsorten ausgetragen wurde. Neben den acht Weltcupveranstaltungen in Lillehammer, Östersund, Oslo (Holmenkollen), Oberhof, Ruhpolding, Antholz, Nagano und Nowosibirsk fanden die Biathlon-Weltmeisterschaften im slowakischen Osrblie statt.
Den Gesamtweltcup bei den Männern gewann Sven Fischer vor Ole Einar Bjørndalen und Wiktor Maigurow, bei den Frauen Magdalena Forsberg vor Uschi Disl und Simone Greiner-Petter-Memm.

## Männer

### Resultate
| 1. Weltcup in Lillehammer, 30. November 1996 – 1. Dezember 1996 | 1. Weltcup in Lillehammer, 30. November 1996 – 1. Dezember 1996 | 1. Weltcup in Lillehammer, 30. November 1996 – 1. Dezember 1996 | 1. Weltcup in Lillehammer, 30. November 1996 – 1. Dezember 1996 | 1. Weltcup in Lillehammer, 30. November 1996 – 1. Dezember 1996 |
| --------------------------------------------------------------- | --------------------------------------------------------------- | --------------------------------------------------------------- | --------------------------------------------------------------- | --------------------------------------------------------------- |
| Datum                                                           | Disziplin                                                       | Erster Platz                                                    | Zweiter Platz                                                   | Dritter Platz                                                   |
| 30. November 1996 (Sa.)                                         | Sprint (10 km)                                                  | Sven Fischer                                                    | Sergei Tarassow                                                 | Pawel Rostowzew                                                 |
| 1. Dezember 1996 (So.)                                          | Verfolgung (12,5 km)                                            | Sven Fischer                                                    | Pawel Rostowzew                                                 | René Cattarinussi                                               |

| 2. Weltcup in Östersund, 5. Dezember 1996 – 8. Dezember 1996 | 2. Weltcup in Östersund, 5. Dezember 1996 – 8. Dezember 1996 | 2. Weltcup in Östersund, 5. Dezember 1996 – 8. Dezember 1996 | 2. Weltcup in Östersund, 5. Dezember 1996 – 8. Dezember 1996               | 2. Weltcup in Östersund, 5. Dezember 1996 – 8. Dezember 1996             |
| ------------------------------------------------------------ | ------------------------------------------------------------ | ------------------------------------------------------------ | -------------------------------------------------------------------------- | ------------------------------------------------------------------------ |
| Datum                                                        | Disziplin                                                    | Erster Platz                                                 | Zweiter Platz                                                              | Dritter Platz                                                            |
| 5. Dezember 1996 (Do.)                                       | Einzel (20 km)                                               | Wilfried Pallhuber                                           | Vesa Hietalahti                                                            | Pawel Muslimow                                                           |
| 7. Dezember 1996 (Sa.)                                       | Sprint (10 km)                                               | Wadsim Saschuryn                                             | Frode Andresen                                                             | Ole Einar Bjørndalen                                                     |
| 8. Dezember 1996 (So.)                                       | Staffel (4 × 7,5 km)                                         | DeutschlandRicco Groß Peter Sendel Frank Luck Sven Fischer   | NorwegenEgil Gjelland Halvard Hanevold Frode Andresen Ole Einar Bjørndalen | BelarusAljaxej Ajdarau Aleh Ryschankou Aljaksandr Papou Wadsim Saschuryn |

| 3. Weltcup in Oslo, 12. Dezember 1996 – 15. Dezember 1996 | 3. Weltcup in Oslo, 12. Dezember 1996 – 15. Dezember 1996 | 3. Weltcup in Oslo, 12. Dezember 1996 – 15. Dezember 1996   | 3. Weltcup in Oslo, 12. Dezember 1996 – 15. Dezember 1996                | 3. Weltcup in Oslo, 12. Dezember 1996 – 15. Dezember 1996             |
| --------------------------------------------------------- | --------------------------------------------------------- | ----------------------------------------------------------- | ------------------------------------------------------------------------ | --------------------------------------------------------------------- |
| Datum                                                     | Disziplin                                                 | Erster Platz                                                | Zweiter Platz                                                            | Dritter Platz                                                         |
| 12. Dezember 1996 (Do.)                                   | Sprint (10 km)                                            | Wiktor Maigurow                                             | Frode Andresen                                                           | Sven Fischer                                                          |
| 14. Dezember 1996 (Sa.)                                   | Verfolgung (12,5 km)                                      | Wiktor Maigurow                                             | Sven Fischer                                                             | Ole Einar Bjørndalen                                                  |
| 15. Dezember 1996 (So.)                                   | Staffel (4 × 7,5 km)                                      | DeutschlandRicco Groß Peter Sendel Mark Kirchner Frank Luck | NorwegenOle Einar Bjørndalen Egil Gjelland Dag Bjørndalen Frode Andresen | RusslandSergei Roschkow Pawel Muslimow Pawel Rostowzew Alexei Kobelew |

| 4. Weltcup in Oberhof, 4. Januar 1997 – 5. Januar 1997 | 4. Weltcup in Oberhof, 4. Januar 1997 – 5. Januar 1997 | 4. Weltcup in Oberhof, 4. Januar 1997 – 5. Januar 1997 | 4. Weltcup in Oberhof, 4. Januar 1997 – 5. Januar 1997 | 4. Weltcup in Oberhof, 4. Januar 1997 – 5. Januar 1997 |
| ------------------------------------------------------ | ------------------------------------------------------ | ------------------------------------------------------ | ------------------------------------------------------ | ------------------------------------------------------ |
| Datum                                                  | Disziplin                                              | Erster Platz                                           | Zweiter Platz                                          | Dritter Platz                                          |
| 4. Januar 1997 (Sa.)                                   | Sprint (10 km)                                         | Ole Einar Bjørndalen                                   | Pawel Muslimow                                         | Halvard Hanevold                                       |
| 5. Januar 1997 (So.)                                   | Verfolgung (12,5 km)                                   | Ole Einar Bjørndalen                                   | Wiktor Maigurow                                        | Ludwig Gredler                                         |

| 5. Weltcup in Ruhpolding, 9. Januar 1997 – 12. Januar 1997 | 5. Weltcup in Ruhpolding, 9. Januar 1997 – 12. Januar 1997 | 5. Weltcup in Ruhpolding, 9. Januar 1997 – 12. Januar 1997                   | 5. Weltcup in Ruhpolding, 9. Januar 1997 – 12. Januar 1997           | 5. Weltcup in Ruhpolding, 9. Januar 1997 – 12. Januar 1997              |
| ---------------------------------------------------------- | ---------------------------------------------------------- | ---------------------------------------------------------------------------- | -------------------------------------------------------------------- | ----------------------------------------------------------------------- |
| Datum                                                      | Disziplin                                                  | Erster Platz                                                                 | Zweiter Platz                                                        | Dritter Platz                                                           |
| 9. Januar 1997 (Do.)                                       | Einzel (20 km)                                             | Ricco Groß                                                                   | Ole Einar Bjørndalen                                                 | Wiktor Maigurow                                                         |
| 11. Januar 1997 (Sa.)                                      | Sprint (10 km)                                             | Ole Einar Bjørndalen                                                         | Pawel Rostowzew                                                      | Sven Fischer                                                            |
| 12. Januar 1997 (So.)                                      | Team (20 km)                                               | ÖsterreichReinhard Neuner Wolfgang Perner Ludwig Gredler Hannes Obererlacher | NorwegenDag Bjørndalen Halvard Hanevold Egil Gjelland Jon Åge Tyldum | Russland IISergei Tarassow Pawel Muslimow Eduard Rjabow Sergei Roschkow |

| 6. Weltcup in Antholz, 16. Januar 1997 – 19. Januar 1997 | 6. Weltcup in Antholz, 16. Januar 1997 – 19. Januar 1997 | 6. Weltcup in Antholz, 16. Januar 1997 – 19. Januar 1997       | 6. Weltcup in Antholz, 16. Januar 1997 – 19. Januar 1997                      | 6. Weltcup in Antholz, 16. Januar 1997 – 19. Januar 1997                 |
| -------------------------------------------------------- | -------------------------------------------------------- | -------------------------------------------------------------- | ----------------------------------------------------------------------------- | ------------------------------------------------------------------------ |
| Datum                                                    | Disziplin                                                | Erster Platz                                                   | Zweiter Platz                                                                 | Dritter Platz                                                            |
| 16. Januar 1997 (Do.)                                    | Einzel (20 km)                                           | Ludwig Gredler                                                 | Ricco Groß                                                                    | Sergei Roschkow                                                          |
| 18. Januar 1997 (Sa.)                                    | Sprint (10 km)                                           | Wiktor Maigurow                                                | Pieralberto Carrara                                                           | Raphaël Poirée                                                           |
| 19. Januar 1997 (So.)                                    | Staffel (4 × 7,5 km)                                     | DeutschlandRicco Groß Mark Kirchner Carsten Heymann Frank Luck | ItalienRené Cattarinussi Wilfried Pallhuber Patrick Favre Pieralberto Carrara | NorwegenBård Mjølne Sylfest Glimsdal Jon Åge Tyldum Ole Einar Bjørndalen |

| Biathlon-Weltmeisterschaften in Osrblie, 1. Februar 1997 – 17. Februar 1997 | Biathlon-Weltmeisterschaften in Osrblie, 1. Februar 1997 – 17. Februar 1997 | Biathlon-Weltmeisterschaften in Osrblie, 1. Februar 1997 – 17. Februar 1997 | Biathlon-Weltmeisterschaften in Osrblie, 1. Februar 1997 – 17. Februar 1997 | Biathlon-Weltmeisterschaften in Osrblie, 1. Februar 1997 – 17. Februar 1997   |
| --------------------------------------------------------------------------- | --------------------------------------------------------------------------- | --------------------------------------------------------------------------- | --------------------------------------------------------------------------- | ----------------------------------------------------------------------------- |
| Datum                                                                       | Disziplin                                                                   | Erster Platz                                                                | Zweiter Platz                                                               | Dritter Platz                                                                 |
| 1. Februar 1997 (Sa.)                                                       | Sprint (10 km)                                                              | Wilfried Pallhuber                                                          | René Cattarinussi                                                           | Aleh Ryschankou                                                               |
| 2. Februar 1997 (So.)                                                       | Verfolgung (12,5 km)                                                        | Wiktor Maigurow                                                             | Sergei Tarassow                                                             | Ole Einar Bjørndalen                                                          |
| 5. Februar 1997 (Mi.)                                                       | Team (20 km)                                                                | BelarusWadsim Saschuryn Aleh Ryschankou Aljaksandr Papou Pjotr Iwaschka     | DeutschlandMark Kirchner Frank Luck Peter Sendel Carsten Heymann            | PolenWiesław Ziemianin Jan Ziemianin Wojciech Kozub Tomasz Sikora             |
| 7. Februar 1997 (Fr.)                                                       | Einzel (20 km)                                                              | Ricco Groß                                                                  | Aleh Ryschankou                                                             | Ludwig Gredler                                                                |
| 9. Februar 1997 (So.)                                                       | Staffel (4 × 7,5 km)                                                        | DeutschlandRicco Groß Peter Sendel Sven Fischer Frank Luck                  | NorwegenEgil Gjelland Jon Åge Tyldum Dag Bjørndalen Ole Einar Bjørndalen    | ItalienRené Cattarinussi Wilfried Pallhuber Patrick Favre Pieralberto Carrara |

| 7. Weltcup in Nagano, 6. März 1997 – 9. März 1997 | 7. Weltcup in Nagano, 6. März 1997 – 9. März 1997 | 7. Weltcup in Nagano, 6. März 1997 – 9. März 1997                         | 7. Weltcup in Nagano, 6. März 1997 – 9. März 1997                           | 7. Weltcup in Nagano, 6. März 1997 – 9. März 1997               |
| ------------------------------------------------- | ------------------------------------------------- | ------------------------------------------------------------------------- | --------------------------------------------------------------------------- | --------------------------------------------------------------- |
| Datum                                             | Disziplin                                         | Erster Platz                                                              | Zweiter Platz                                                               | Dritter Platz                                                   |
| 6. März 1997 (Do.)                                | Einzel (20 km)                                    | Mark Kirchner                                                             | Vesa Hietalahti                                                             | Aleh Ryschankou                                                 |
| 8. März 1997 (Sa.)                                | Sprint (10 km)                                    | Sven Fischer                                                              | Ole Einar Bjørndalen                                                        | René Cattarinussi                                               |
| 9. März 1997 (So.)                                | Staffel (4 × 7,5 km)                              | RusslandWiktor Maigurow Wladimir Dratschow Sergei Tarassow Alexei Kobelew | NorwegenFrode Andresen Jon Åge Tyldum Halvard Hanevold Ole Einar Bjørndalen | SlowenienJože Poklukar Tomaž Žemva Janez Ožbolt Matjaž Poklukar |

| 8. Weltcup in Nowosibirsk, 13. März 1997 – 16. März 1997 | 8. Weltcup in Nowosibirsk, 13. März 1997 – 16. März 1997 | 8. Weltcup in Nowosibirsk, 13. März 1997 – 16. März 1997 | 8. Weltcup in Nowosibirsk, 13. März 1997 – 16. März 1997 | 8. Weltcup in Nowosibirsk, 13. März 1997 – 16. März 1997 |
| -------------------------------------------------------- | -------------------------------------------------------- | -------------------------------------------------------- | -------------------------------------------------------- | -------------------------------------------------------- |
| Datum                                                    | Disziplin                                                | Erster Platz                                             | Zweiter Platz                                            | Dritter Platz                                            |
| 13. März 1997 (Do.)                                      | Einzel (20 km)                                           | Pawel Muslimow                                           | Ricco Groß                                               | Sven Fischer                                             |
| 15. März 1997 (Sa.)                                      | Sprint (10 km)                                           | Ludwig Gredler                                           | Ricco Groß                                               | Sergei Tarassow                                          |
| 16. März 1997 (So.)                                      | Massenstart (10 km)                                      | Wolfgang Perner                                          | Pieralberto Carrara                                      | Wladimir Dratschow                                       |

### Weltcupstände
| Endstand nach 19 Rennen (Top 10) |                      |        |       |
| \| Rang \| Name \| Punkte \| Siege \| \| ---- \| -------------------- \| ------ \| ----- \| \| 01 \| Sven Fischer \| 314 \| 3 \| \| 02 \| Ole Einar Bjørndalen \| 303 \| 3 \| \| 03 \| Wiktor Maigurow \| 294 \| 4 \| \| 04 \| Ricco Groß \| 281 \| 2 \| \| 05 \| Pawel Muslimow \| 255 \| 1 \| \| 06 \| Aleh Ryschankou \| 238 \| 0 \| \| 07 \| Ludwig Gredler \| 234 \| 2 \| \| 08 \| René Cattarinussi \| 232 \| 0 \| \| 09 \| Mark Kirchner \| 206 \| 1 \| \| 10 \| Carsten Heymann \| 186 \| 0 \| |                      |        |       |
| Rang | Name                 | Punkte | Siege |
| 01 | Sven Fischer         | 314    | 3     |
| 02 | Ole Einar Bjørndalen | 303    | 3     |
| 03 | Wiktor Maigurow      | 294    | 4     |
| 04 | Ricco Groß           | 281    | 2     |
| 05 | Pawel Muslimow       | 255    | 1     |
| 06 | Aleh Ryschankou      | 238    | 0     |
| 07 | Ludwig Gredler       | 234    | 2     |
| 08 | René Cattarinussi    | 232    | 0     |
| 09 | Mark Kirchner        | 206    | 1     |
| 10 | Carsten Heymann      | 186    | 0     |

| Rang | Name                 | Punkte | Siege |
| ---- | -------------------- | ------ | ----- |
| 01   | Ricco Groß           | 134    | 2     |
| 02   | Pawel Muslimow       | 101    | 1     |
| 03   | Mark Kirchner        | 82     | 1     |
| 04   | Carsten Heymann      | 82     | 0     |
| 05   | Sven Fischer         | 79     | 0     |
| 06   | Aleh Ryschankou      | 77     | 0     |
| 07   | Wiktor Maigurow      | 72     | 0     |
| 08   | Vesa Hietalahti      | 71     | 0     |
| 09   | Ole Einar Bjørndalen | 67     | 0     |
| 10   | Ludwig Gredler       | 62     | 1     |

| Rang | Name                 | Punkte | Siege |
| ---- | -------------------- | ------ | ----- |
| 01   | Ole Einar Bjørndalen | 158    | 2     |
| 02   | Sven Fischer         | 157    | 2     |
| 03   | Wiktor Maigurow      | 136    | 2     |
| 04   | Ludwig Gredler       | 127    | 1     |
| 05   | Frode Andresen       | 124    | 0     |
| 06   | René Cattarinussi    | 121    | 0     |
| 07   | Ricco Groß           | 120    | 0     |
| 08   | Aleh Ryschankou      | 116    | 0     |
| 09   | Sergei Tarassow      | 105    | 0     |
| 10   | Pawel Muslimow       | 104    | 0     |

| Rang | Name                  | Punkte | Siege |
| ---- | --------------------- | ------ | ----- |
| 01   | Wiktor Maigurow       | 86     | 2     |
| 02   | Sven Fischer          | 78     | 1     |
| 03   | Ole Einar Bjørndalen  | 78     | 1     |
| 04   | René Cattarinussi     | 60     | 0     |
| 05   | Pawel Rostowzew       | 50     | 0     |
| 06   | Pawel Muslimow        | 50     | 0     |
| 07   | Mark Kirchner         | 50     | 0     |
| 08   | Frank Luck            | 49     | 0     |
| 09   | Patrice Bailly-Salins | 49     | 0     |
| 10   | Ludwig Gredler        | 45     | 0     |

| Rang | Land        | Punkte | Siege |
| ---- | ----------- | ------ | ----- |
| 01   | Deutschland | 120    | 4     |
| 02   | Norwegen    | 104    | 0     |
| 03   | Russland    | 95     | 1     |
| 04   | Belarus     | 90     | 0     |
| 05   | Italien     | 88     | 0     |
| 06   | Frankreich  | 79     | 0     |
| 07   | Österreich  | 77     | 0     |
| 08   | Finnland    | 77     | 0     |
| 09   | Slowenien   | 66     | 0     |
| 10   | Lettland    | 63     | 0     |

| Rang | Land        | Punkte | Siege |
| ---- | ----------- | ------ | ----- |
| 01   | Deutschland | 5225   | 9     |
| 02   | Russland    | 5098   | 4     |
| 03   | Norwegen    | 4883   | 2     |
| 04   | Italien     | 4857   | 2     |
| 05   | Belarus     | 4542   | 1     |
| 06   |             |        |       |
| 07   |             |        |       |
| 08   |             |        |       |
| 09   |             |        |       |
| 10   |             |        |       |

### Tabelle
| Rang | Name                  | Punkte |
| ---- | --------------------- | ------ |
| 01   | Sven Fischer          | 314    |
| 02   | Ole Einar Bjørndalen  | 303    |
| 03   | Wiktor Maigurow       | 294    |
| 04   | Ricco Groß            | 281    |
| 05   | Pawel Muslimow        | 255    |
| 06   | Aleh Ryschankou       | 238    |
| 07   | Ludwig Gredler        | 234    |
| 08   | René Cattarinussi     | 232    |
| 09   | Mark Kirchner         | 206    |
| 10   | Carsten Heymann       | 186    |
| 11   | Frank Luck            | 176    |
| 12   | Sergei Tarassow       | 170    |
| 13   | Frode Andresen        | 162    |
| 14   | Patrick Favre         | 158    |
| 15   | Wilfried Pallhuber    | 154    |
| 16   | Raphaël Poirée        | 150    |
| 17   | Pawel Rostowzew       | 141    |
| 18   | Patrice Bailly-Salins | 140    |
| 19   | Wadsim Saschuryn      | 129    |
| 20   | Pieralberto Carrara   | 128    |
| 21   | Sergei Roschkow       | 128    |
| 22   | Halvard Hanevold      | 119    |
| 23   | Peter Sendel          | 119    |
| 24   | Wolfgang Perner       | 108    |
| 25   | Wladimir Dratschow    | 106    |
| 26   | Alexei Kobelew        | 98     |
| 27   | Vesa Hietalahti       | 86     |
| 28   | Ville Räikkönen       | 84     |
| 29   | Jon Åge Tyldum        | 78     |
| 30   | Hubert Leitgeb        | 75     |

| Rang | Name              | Punkte |
| ---- | ----------------- | ------ |
| 31   | Kyōji Suga        | 70     |
| 32   | Tomaž Globočnik   | 68     |
| 33   | Dag Bjørndalen    | 66     |
| 34   | Sylfest Glimsdal  | 57     |
| 35   | Aljaksandr Papou  | 52     |
| 36   | Mikael Löfgren    | 51     |
| 37   | Aljaxej Ajadarau  | 48     |
| 38   | Hervé Flandin     | 43     |
| 39   | Atsushi Kazama    | 43     |
| 40   | Tomasz Sikora     | 42     |
| 41   | Jēkabs Nākums     | 41     |
| 42   | Bård Mjølne       | 37     |
| 43   | Eduard Rjabow     | 35     |
| 44   | Dmitri Pantow     | 34     |
| 45   | Thierry Dusserre  | 31     |
| 46   | Ivan Masařík      | 29     |
| 47   | Egil Gjelland     | 27     |
| 48   | Jean-Marc Chabloz | 26     |
| 49   | Jože Poklukar     | 25     |
| 50   | Ruslan Lyssenko   | 24     |
| 51   | Matjaž Poklukar   | 23     |
| 52   | Ilmārs Bricis     | 21     |
| 53   | Steve Cyr         | 19     |
| 54   | Helmuth Messner   | 19     |
| 55   | Vesa Pöntiö       | 18     |
| 56   | Petr Garabík      | 17     |
| 57   | János Panyik      | 16     |
| 58   | Wiesław Ziemianin | 15     |
| 59   | Oļegs Maļuhins    | 14     |
| 60   | Waleri Iwanow     | 14     |

| Rang | Name                   | Punkte |
| ---- | ---------------------- | ------ |
| 61   | Pjotr Iwaschka         | 14     |
| 62   | Mykola Krupnyk         | 13     |
| 63   | Franck Vaufrey         | 12     |
| 64   | Janez Ožbolt           | 12     |
| 65   | Enrico Tach            | 12     |
| 66   | Hannes Obererlacher    | 11     |
| 67   | Giacomo Tiraboschi     | 11     |
| 68   | Alexei Sidorow         | 10     |
| 69   | Gunar Bretschneider    | 10     |
| 70   | Holger Schönthier      | 9      |
| 71   | Ruslan Moszipan        | 8      |
| 72   | Rickard Noberius       | 8      |
| 73   | Kjetil Sæter           | 6      |
| 74   | Jan Ziemianin          | 5      |
| 75   | Dimitri Borovik        | 4      |
| 76   | Janno Prants           | 4      |
| 77   | Paavo Puurunen         | 3      |
| 78   | Franck Perrot          | 3      |
| 79   | Wjatscheslaw Derkatsch | 3      |
| 80   | Dmitri Posdnjakow      | 2      |
| 81   | Kalju Ojaste           | 2      |
| 82   | Yukio Mochizuki        | 2      |
| 83   | Jonas Eriksson         | 1      |
| 84   | Sergei Russinow        | 1      |

## Frauen

### Resultate
| 1. Weltcup in Lillehammer, 30. November 1996 – 1. Dezember 1996 | 1. Weltcup in Lillehammer, 30. November 1996 – 1. Dezember 1996 | 1. Weltcup in Lillehammer, 30. November 1996 – 1. Dezember 1996 | 1. Weltcup in Lillehammer, 30. November 1996 – 1. Dezember 1996 | 1. Weltcup in Lillehammer, 30. November 1996 – 1. Dezember 1996 |
| --------------------------------------------------------------- | --------------------------------------------------------------- | --------------------------------------------------------------- | --------------------------------------------------------------- | --------------------------------------------------------------- |
| Datum                                                           | Disziplin                                                       | Erster Platz                                                    | Zweiter Platz                                                   | Dritter Platz                                                   |
| 30. November 1996 (Sa.)                                         | Sprint (7,5 km)                                                 | Petra Behle                                                     | Simone Greiner-Petter-Memm                                      | Olga Melnik                                                     |
| 1. Dezember 1996 (So.)                                          | Verfolgung (10 km)                                              | Simone Greiner-Petter-Memm                                      | Galina Kuklewa                                                  | Magdalena Forsberg                                              |

| 2. Weltcup in Östersund, 5. Dezember 1996 – 8. Dezember 1996 | 2. Weltcup in Östersund, 5. Dezember 1996 – 8. Dezember 1996 | 2. Weltcup in Östersund, 5. Dezember 1996 – 8. Dezember 1996 | 2. Weltcup in Östersund, 5. Dezember 1996 – 8. Dezember 1996             | 2. Weltcup in Östersund, 5. Dezember 1996 – 8. Dezember 1996                                |
| ------------------------------------------------------------ | ------------------------------------------------------------ | ------------------------------------------------------------ | ------------------------------------------------------------------------ | ------------------------------------------------------------------------------------------- |
| Datum                                                        | Disziplin                                                    | Erster Platz                                                 | Zweiter Platz                                                            | Dritter Platz                                                                               |
| 5. Dezember 1996 (Do.)                                       | Einzel (15 km)                                               | Anna Wolkowa                                                 | Yu Shumei                                                                | Swjatlana Paramyhina                                                                        |
| 7. Dezember 1996 (Sa.)                                       | Sprint (7,5 km)                                              | Olga Melnik                                                  | Swjatlana Paramyhina                                                     | Gunn Margit Andreassen                                                                      |
| 8. Dezember 1996 (So.)                                       | Staffel (4 × 7,5 km)                                         | RusslandOlga Melnik Galina Kuklewa Anna Wolkowa Olga Romasko | DeutschlandUschi Disl Simone Greiner-Petter-Memm Katrin Apel Petra Behle | NorwegenAnn-Elen Skjelbreid Annette Sikveland Hildegunn Mikkelsplass Gunn Margit Andreassen |

| 3. Weltcup in Oslo, 12. Dezember 1996 – 15. Dezember 1996 | 3. Weltcup in Oslo, 12. Dezember 1996 – 15. Dezember 1996 | 3. Weltcup in Oslo, 12. Dezember 1996 – 15. Dezember 1996          | 3. Weltcup in Oslo, 12. Dezember 1996 – 15. Dezember 1996                | 3. Weltcup in Oslo, 12. Dezember 1996 – 15. Dezember 1996                                   |
| --------------------------------------------------------- | --------------------------------------------------------- | ------------------------------------------------------------------ | ------------------------------------------------------------------------ | ------------------------------------------------------------------------------------------- |
| Datum                                                     | Disziplin                                                 | Erster Platz                                                       | Zweiter Platz                                                            | Dritter Platz                                                                               |
| 12. Dezember 1996 (Do.)                                   | Sprint (7,5 km)                                           | Uschi Disl                                                         | Simone Greiner-Petter-Memm                                               | Galina Kuklewa                                                                              |
| 14. Dezember 1996 (Sa.)                                   | Verfolgung (10 km)                                        | Uschi Disl                                                         | Galina Kuklewa                                                           | Olga Romasko                                                                                |
| 15. Dezember 1996 (So.)                                   | Staffel (4 × 7,5 km)                                      | RusslandOlga Melnik Galina Kuklewa Nadeschda Talanowa Olga Romasko | DeutschlandUschi Disl Simone Greiner-Petter-Memm Katrin Apel Petra Behle | NorwegenAnn-Elen Skjelbreid Annette Sikveland Hildegunn Mikkelsplass Gunn Margit Andreassen |

| 4. Weltcup in Oberhof, 4. Januar 1997 – 5. Januar 1997 | 4. Weltcup in Oberhof, 4. Januar 1997 – 5. Januar 1997 | 4. Weltcup in Oberhof, 4. Januar 1997 – 5. Januar 1997 | 4. Weltcup in Oberhof, 4. Januar 1997 – 5. Januar 1997 | 4. Weltcup in Oberhof, 4. Januar 1997 – 5. Januar 1997 |
| ------------------------------------------------------ | ------------------------------------------------------ | ------------------------------------------------------ | ------------------------------------------------------ | ------------------------------------------------------ |
| Datum                                                  | Disziplin                                              | Erster Platz                                           | Zweiter Platz                                          | Dritter Platz                                          |
| 4. Januar 1997 (Sa.)                                   | Sprint (7,5 km)                                        | Magdalena Forsberg                                     | Hildegunn Mikkelsplass                                 | Kathi Schwaab                                          |
| 5. Januar 1997 (So.)                                   | Verfolgung (10 km)                                     | Magdalena Forsberg                                     | Simone Greiner-Petter-Memm                             | Annette Sikveland                                      |

| 5. Weltcup in Ruhpolding, 9. Januar 1997 – 12. Januar 1997 | 5. Weltcup in Ruhpolding, 9. Januar 1997 – 12. Januar 1997 | 5. Weltcup in Ruhpolding, 9. Januar 1997 – 12. Januar 1997         | 5. Weltcup in Ruhpolding, 9. Januar 1997 – 12. Januar 1997  | 5. Weltcup in Ruhpolding, 9. Januar 1997 – 12. Januar 1997                           |
| ---------------------------------------------------------- | ---------------------------------------------------------- | ------------------------------------------------------------------ | ----------------------------------------------------------- | ------------------------------------------------------------------------------------ |
| Datum                                                      | Disziplin                                                  | Erster Platz                                                       | Zweiter Platz                                               | Dritter Platz                                                                        |
| 9. Januar 1997 (Do.)                                       | Einzel (15 km)                                             | Annette Sikveland                                                  | Simone Greiner-Petter-Memm                                  | Corinne Niogret                                                                      |
| 11. Januar 1997 (Sa.)                                      | Sprint (7,5 km)                                            | Petra Behle                                                        | Uschi Disl                                                  | Olga Romasko                                                                         |
| 12. Januar 1997 (So.)                                      | Team (15 km)                                               | RusslandOlga Melnik Nadeschda Talanowa Olga Romasko Galina Kuklewa | DeutschlandKatrin Apel Petra Behle Uschi Disl Kathi Schwaab | UkraineWalentyna Zerbe-Nessina Iryna Merkuschina Tetjana Wodopjanowa Olena Subrylowa |

| 6. Weltcup in Antholz, 16. Januar 1997 – 19. Januar 1997 | 6. Weltcup in Antholz, 16. Januar 1997 – 19. Januar 1997 | 6. Weltcup in Antholz, 16. Januar 1997 – 19. Januar 1997           | 6. Weltcup in Antholz, 16. Januar 1997 – 19. Januar 1997                                  | 6. Weltcup in Antholz, 16. Januar 1997 – 19. Januar 1997                            |
| -------------------------------------------------------- | -------------------------------------------------------- | ------------------------------------------------------------------ | ----------------------------------------------------------------------------------------- | ----------------------------------------------------------------------------------- |
| Datum                                                    | Disziplin                                                | Erster Platz                                                       | Zweiter Platz                                                                             | Dritter Platz                                                                       |
| 16. Januar 1997 (Do.)                                    | Einzel (15 km)                                           | Tetjana Wodopjanowa                                                | Annette Sikveland                                                                         | Uschi Disl                                                                          |
| 18. Januar 1997 (Sa.)                                    | Sprint (7,5 km)                                          | Uschi Disl                                                         | Ann-Elen Skjelbreid                                                                       | Corinne Niogret                                                                     |
| 19. Januar 1997 (So.)                                    | Staffel (4 × 7,5 km)                                     | RusslandOlga Melnik Galina Kuklewa Nadeschda Talanowa Olga Romasko | NorwegenAnn-Elen Skjelbreid Annette Sikveland Liv Grete Skjelbreid Gunn Margit Andreassen | FrankreichDelphyne Heymann-Burlet Christelle Gros Véronique Claudel Corinne Niogret |

| Biathlon-Weltmeisterschaften in Osrblie, 1. Februar 1997 – 17. Februar 1997 | Biathlon-Weltmeisterschaften in Osrblie, 1. Februar 1997 – 17. Februar 1997 | Biathlon-Weltmeisterschaften in Osrblie, 1. Februar 1997 – 17. Februar 1997               | Biathlon-Weltmeisterschaften in Osrblie, 1. Februar 1997 – 17. Februar 1997               | Biathlon-Weltmeisterschaften in Osrblie, 1. Februar 1997 – 17. Februar 1997      |
| --------------------------------------------------------------------------- | --------------------------------------------------------------------------- | ----------------------------------------------------------------------------------------- | ----------------------------------------------------------------------------------------- | -------------------------------------------------------------------------------- |
| Datum                                                                       | Disziplin                                                                   | Erster Platz                                                                              | Zweiter Platz                                                                             | Dritter Platz                                                                    |
| 1. Februar 1997 (Sa.)                                                       | Sprint (7,5 km)                                                             | Olga Romasko                                                                              | Olena Subrylowa                                                                           | Magdalena Forsberg                                                               |
| 2. Februar 1997 (So.)                                                       | Verfolgung (10 km)                                                          | Magdalena Forsberg                                                                        | Olena Subrylowa                                                                           | Olga Romasko                                                                     |
| 5. Februar 1997 (Mi.)                                                       | Team (15 km)                                                                | NorwegenLiv Grete Skjelbreid Ann-Elen Skjelbreid Gunn Margit Andreassen Annette Sikveland | RusslandOlga Melnik Anna Wolkowa Nadeschda Talanowa Olga Romasko                          | UkraineWalentyna Zerbe-Nessina Tetjana Wodopjanowa Olena Petrowa Olena Subrylowa |
| 7. Februar 1997 (Fr.)                                                       | Einzel (15 km)                                                              | Magdalena Forsberg                                                                        | Olena Subrylowa                                                                           | Ekaterina Dafowska                                                               |
| 9. Februar 1997 (So.)                                                       | Staffel (4 × 7,5 km)                                                        | DeutschlandUschi Disl Simone Greiner-Petter-Memm Katrin Apel Petra Behle                  | NorwegenAnn-Elen Skjelbreid Annette Sikveland Liv Grete Skjelbreid Gunn Margit Andreassen | RusslandOlga Melnik Galina Kuklewa Nadeschda Talanowa Olga Romasko               |

| 7. Weltcup in Nagano, 6. März 1997 – 9. März 1997 | 7. Weltcup in Nagano, 6. März 1997 – 9. März 1997 | 7. Weltcup in Nagano, 6. März 1997 – 9. März 1997                             | 7. Weltcup in Nagano, 6. März 1997 – 9. März 1997                | 7. Weltcup in Nagano, 6. März 1997 – 9. März 1997              |
| ------------------------------------------------- | ------------------------------------------------- | ----------------------------------------------------------------------------- | ---------------------------------------------------------------- | -------------------------------------------------------------- |
| Datum                                             | Disziplin                                         | Erster Platz                                                                  | Zweiter Platz                                                    | Dritter Platz                                                  |
| 6. März 1997 (Do.)                                | Einzel (15 km)                                    | Andreja Grašič                                                                | Uschi Disl                                                       | Anna Stera                                                     |
| 8. März 1997 (Sa.)                                | Sprint (7,5 km)                                   | Olga Romasko                                                                  | Uschi Disl                                                       | Ekaterina Dafowska                                             |
| 9. März 1997 (So.)                                | Staffel (4 × 7,5 km)                              | UkraineNina Lemesch Olena Petrowa Walentyna Zerbe-Nessina Tetjana Wodopjanowa | RusslandNadeschda Talanowa Olga Melnik Anna Wolkowa Olga Romasko | Volksrepublik ChinaYu Shumei Sun Ribo Liu Jinfeng Liu Xianying |

| 8. Weltcup in Nowosibirsk, 13. März 1997 – 16. März 1997 | 8. Weltcup in Nowosibirsk, 13. März 1997 – 16. März 1997 | 8. Weltcup in Nowosibirsk, 13. März 1997 – 16. März 1997 | 8. Weltcup in Nowosibirsk, 13. März 1997 – 16. März 1997 | 8. Weltcup in Nowosibirsk, 13. März 1997 – 16. März 1997 |
| -------------------------------------------------------- | -------------------------------------------------------- | -------------------------------------------------------- | -------------------------------------------------------- | -------------------------------------------------------- |
| Datum                                                    | Disziplin                                                | Erster Platz                                             | Zweiter Platz                                            | Dritter Platz                                            |
| 13. März 1997 (Do.)                                      | Einzel (15 km)                                           | Swjatlana Paramyhina                                     | Uschi Disl                                               | Anna Wolkowa                                             |
| 15. März 1997 (Sa.)                                      | Sprint (7,5 km)                                          | Petra Behle                                              | Andreja Grašič                                           | Swjatlana Paramyhina                                     |
| 16. März 1997 (So.)                                      | Massenstart (7,5 km)                                     | Anna Wolkowa                                             | Swjatlana Paramyhina                                     | Magdalena Forsberg                                       |

### Weltcupstände
| Endstand nach 19 Rennen (Top 10) |                            |        |       |
| \| Rang \| Name \| Punkte \| Siege \| \| ---- \| -------------------------- \| ------ \| ----- \| \| 01 \| Magdalena Forsberg \| 340 \| 4 \| \| 02 \| Uschi Disl \| 333 \| 3 \| \| 03 \| Simone Greiner-Petter-Memm \| 283 \| 1 \| \| 04 \| Olga Romasko \| 240 \| 2 \| \| 05 \| Corinne Niogret \| 240 \| 0 \| \| 06 \| Petra Behle \| 238 \| 3 \| \| 07 \| Annette Sikveland \| 231 \| 1 \| \| 08 \| Swjatlana Paramyhina \| 229 \| 1 \| \| 09 \| Olena Subrylowa \| 219 \| 0 \| \| 10 \| Gunn Margit Andreassen \| 219 \| 0 \| |                            |        |       |
| Rang | Name                       | Punkte | Siege |
| 01 | Magdalena Forsberg         | 340    | 4     |
| 02 | Uschi Disl                 | 333    | 3     |
| 03 | Simone Greiner-Petter-Memm | 283    | 1     |
| 04 | Olga Romasko               | 240    | 2     |
| 05 | Corinne Niogret            | 240    | 0     |
| 06 | Petra Behle                | 238    | 3     |
| 07 | Annette Sikveland          | 231    | 1     |
| 08 | Swjatlana Paramyhina       | 229    | 1     |
| 09 | Olena Subrylowa            | 219    | 0     |
| 10 | Gunn Margit Andreassen     | 219    | 0     |

| Rang | Name                 | Punkte | Siege |
| ---- | -------------------- | ------ | ----- |
| 01   | Uschi Disl           | 110    | 0     |
| 02   | Magdalena Forsberg   | 106    | 1     |
| 03   | Swjatlana Paramyhina | 86     | 1     |
| 04   | Annette Sikveland    | 85     | 1     |
| 05   | Corinne Niogret      | 84     | 0     |
| 06   | Ekaterina Dafowska   | 76     | 0     |
| 07   | Anna Wolkowa         | 74     | 1     |
| 08   | Yu Shumei            | 74     | 0     |
| 09   | Andreja Grašič       | 66     | 1     |
| 10   | Kathi Schwaab        | 62     | 0     |

| Rang | Name                       | Punkte | Siege |
| ---- | -------------------------- | ------ | ----- |
| 01   | Uschi Disl                 | 164    | 2     |
| 02   | Simone Greiner-Petter-Memm | 156    | 0     |
| 03   | Magdalena Forsberg         | 150    | 1     |
| 04   | Olga Romasko               | 140    | 2     |
| 05   | Petra Behle                | 135    | 3     |
| 06   | Gunn Margit Andreassen     | 117    | 0     |
| 07   | Swjatlana Paramyhina       | 108    | 0     |
| 08   | Olena Subrylowa            | 105    | 0     |
| 09   | Annette Sikveland          | 102    | 0     |
| 10   | Corinne Niogret            | 100    | 0     |

| Rang | Name                       | Punkte | Siege |
| ---- | -------------------------- | ------ | ----- |
| 01   | Magdalena Forsberg         | 84     | 2     |
| 02   | Simone Greiner-Petter-Memm | 75     | 1     |
| 03   | Olga Romasko               | 70     | 0     |
| 04   | Galina Kuklewa             | 64     | 0     |
| 05   | Uschi Disl                 | 59     | 1     |
| 06   | Corinne Niogret            | 56     | 0     |
| 07   | Gunn Margit Andreassen     | 55     | 0     |
| 08   | Olena Subrylowa            | 54     | 0     |
| 09   | Olga Melnik                | 51     | 0     |
| 10   | Petra Behle                | 51     | 0     |

| Rang | Land                | Punkte | Siege |
| ---- | ------------------- | ------ | ----- |
| 01   | Russland            | 116    | 3     |
| 02   | Deutschland         | 103    | 1     |
| 03   | Norwegen            | 100    | 0     |
| 04   | Ukraine             | 90     | 1     |
| 05   | Frankreich          | 89     | 0     |
| 06   | Volksrepublik China | 79     | 0     |
| 07   | Tschechien          | 71     | 0     |
| 08   | Slowenien           | 67     | 0     |
| 09   | Schweden            | 63     | 0     |
| 10   | Japan               | 61     | 0     |

| Rang | Land        | Punkte | Siege |
| ---- | ----------- | ------ | ----- |
| 01   | Deutschland | 5176   | 6     |
| 02   | Russland    | 4955   | 7     |
| 03   | Norwegen    | 4902   | 1     |
| 04   | Italien     | 4791   | 0     |
| 05   | Ukraine     | 4526   | 2     |
| 06   |             |        |       |
| 07   |             |        |       |
| 08   |             |        |       |
| 09   |             |        |       |
| 10   |             |        |       |

### Tabelle

#### Ergebnisse Athletinnen
| Pos. | Biathlet                 | Lillehammer | Lillehammer | Östersund | Östersund | Oslo | Oslo | Oberhof | Oberhof | Ruhpolding | Ruhpolding | Antholz | Antholz | Osrblie | Osrblie | Osrblie | Nagano | Nagano | Nowosibirsk | Nowosibirsk | Punkte |
| Pos. | Biathlet                 | Sp          | Vf          | Ez        | Sp        | Sp   | Vf   | Sp      | Vf      | Ez         | Sp         | Ez      | Sp      | Sp      | Vf      | Ez      | Ez     | Sp     | Ez          | Sp          | Punkte |
| ---- | ------------------------ | ----------- | ----------- | --------- | --------- | ---- | ---- | ------- | ------- | ---------- | ---------- | ------- | ------- | ------- | ------- | ------- | ------ | ------ | ----------- | ----------- | ------ |
| 01   | Magdalena Forsberg       | 006         | 003         | 004       | 016       | 007  | 005  | 001     | 001     | 014        | 006        | –       | –       | 003     | 001     | 001     | 004    | 017    | 006         | 008         | 340    |
| 02   | Uschi Disl               | 011         | 019         | 015       | 024       | 001  | 001  | –       | –       | 005        | 002        | 003     | 001     | 013     | 004     | 013     | 002    | 002    | 002         | 004         | 333    |
| 03   | Simone Greiner-Petter-M. | 002         | 001         | –         | 004       | 002  | 007  | 004     | 002     | 002        | 009        | 032     | 030     | 040     | 019     | 014     | 012    | 004    | 044         | 005         | 283    |
| 04   | Olga Romasko             | 010         | 004         | –         | 014       | 013  | 003  | –       | –       | 019        | 003        | 020     | 018     | 001     | 003     | –       | 029    | 001    | 009         | 019         | 240    |
| 05   | Corinne Niogret          | 022         | 021         | 012       | 065       | 008  | 004  | 015     | 010     | 003        | 010        | 008     | 003     | 017     | 008     | 004     | 020    | 008    | 038         | 065         | 240    |
| 06   | Petra Behle              | 001         | 005         | 009       | 005       | 019  | 013  | 036     | 021     | 022        | 001        | 009     | –       | 009     | 009     | 012     | 031    | 046    | 039         | 001         | 238    |
| 07   | Annette Sikveland        | 004         | 007         | 019       | 040       | 022  | 025  | 010     | 003     | 001        | 014        | 002     | 005     | 007     | 026     | 038     | 016    | 028    | 014         | 018         | 231    |
| 08   | Swjatlana Paramyhina     | 015         | 008         | 003       | 002       | 012  | 009  | 071     | –       | –          | –          | 004     | 036     | 014     | 041     | 016     | 034    | 005    | 001         | 003         | 229    |
| 09   | Olena Subrylowa          | –           | –           | –         | 007       | 004  | 018  | 011     | 006     | 015        | 067        | 019     | 017     | 002     | 002     | 002     | 010    | 012    | –           | –           | 219    |
| 10   | Gunn Margit Andreassen   | 024         | DNS         | 035       | 003       | 006  | 008  | 012     | 008     | 008        | 008        | 014     | 008     | 005     | 007     | 018     | 017    | 026    | 051         | 052         | 219    |
| 11   | Nadeschda Talanowa       | 012         | 017         | 024       | 048       | 010  | 006  | –       | –       | 017        | 044        | 022     | 022     | 011     | 010     | –       | 006    | 009    | 010         | 009         | 179    |
| 12   | Olga Melnik              | 003         | 006         | 036       | 001       | 016  | 016  | –       | –       | 004        | 037        | –       | 033     | 006     | 005     | 022     | –      | –      | 013         | 023         | 177    |
| 13   | Yu Shumei                | –           | –           | 002       | 039       | 011  | 014  | 021     | 020     | 010        | 005        | 006     | 006     | 050     | DNS     | 056     | 014    | 007    | –           | –           | 172    |
| 14   | Kathi Schwaab            | 021         | 020         | 005       | 008       | 063  | –    | 003     | 004     | 025        | 011        | 011     | 049     | –       | –       | 034     | 011    | 010    | 016         | 040         | 168    |
| 15   | Andreja Grašič           | –           | –           | –         | –         | –    | –    | 017     | 019     | 020        | 007        | 015     | 012     | 022     | 015     | 054     | 001    | 015    | 007         | 002         | 167    |
| 16   | Galina Kuklewa           | 007         | 002         | 016       | 022       | 003  | 002  | –       | –       | 023        | 022        | 041     | 007     | 024     | 014     | 029     | 023    | –      | 066         | –           | 152    |
| 17   | Ekaterina Dafowska       | –           | –           | –         | –         | –    | –    | 028     | 036     | 028        | 064        | 005     | 034     | 019     | 006     | 003     | 013    | 003    | 008         | 013         | 140    |
| 18   | Eva Háková               | –           | –           | 023       | 029       | 015  | 010  | 014     | 005     | 018        | 004        | 013     | 004     | –       | –       | –       | 042    | 065    | 019         | 025         | 136    |
| 19   | Soňa Mihoková            | 026         | DNS         | 026       | 043       | 031  | 017  | –       | –       | 011        | 042        | 010     | 020     | 004     | 011     | 005     | 028    | 013    | 029         | 007         | 136    |
| 20   | Anne Briand              | 019         | 016         | 058       | 020       | 025  | 011  | 027     | 026     | 016        | –          | 017     | 019     | 023     | 012     | 007     | 056    | 013    | 035         | 006         | 134    |
| 21   | Emmanuelle Claret        | 031         | 025         | 011       | 006       | 043  | 029  | 039     | 025     | 059        | 012        | –       | 029     | 036     | 020     | 055     | 007    | 006    | 005         | 030         | 117    |
| 22   | Liv Grete Skjelbreid     | 005         | 023         | 021       | 038       | 033  | 028  | 005     | 009     | 007        | 035        | –       | 014     | 039     | 042     | 039     | 030    | 027    | 034         | 010         | 114    |
| 23   | Hildegunn Mikkelsplass   | 009         | 026         | 050       | 009       | 005  | 022  | 002     | 011     | 029        | 017        | 046     | 043     | 029     | 030     | –       | –      | –      | –           | –           | 109    |
| 24   | Anna Wolkowa             | 025         | 018         | 001       | 075       | 027  | 047  | –       | –       | 052        | –          | –       | –       | 025     | 017     | 006     | 038    | 035    | 003         | 016         | 103    |
| 25   | Nathalie Santer          | 018         | 014         | 034       | 051       | 009  | 020  | 038     | 040     | 012        | 030        | 028     | 023     | 018     | 029     | 019     | 027    | 030    | 004         | 028         | 97     |
| 26   | Katrin Apel              | 013         | 013         | 040       | 011       | 028  | 019  | 006     | 013     | 026        | 034        | 033     | 044     | 042     | 025     | –       | 024    | 019    | 031         | 021         | 95     |
| 27   | Ann-Elen Skjelbreid      | 020         | 015         | 041       | 015       | 051  | 038  | 016     | 029     | 053        | 021        | 016     | 002     | –       | –       | 071     | 034    | 068    | 046         | 034         | 79     |
| 28   | Annukka Mallat           | 029         | 010         | 008       | 057       | 061  | –    | 033     | 033     | 033        | –          | –       | –       | 015     | 018     | 025     | 005    | 031    | 055         | 022         | 79     |
| 29   | Martina Zellner          | 035         | 022         | 064       | 056       | 017  | 012  | 018     | 018     | 006        | 032        | 054     | 052     | –       | –       | –       | 015    | 043    | 027         | 029         | 74     |
| 30   | Tetjana Wodopjanowa      | –           | –           | –         | 018       | 056  | 039  | –       | –       | 009        | 019        | 001     | 038     | –       | –       | 042     | 047    | 057    | –           | –           | 70     |
| 31   | Delphyne Burlet          | –           | –           | –         | –         | –    | –    | –       | –       | 013        | 016        | 026     | 011     | –       | –       | 009     | 037    | 023    | 041         | 020         | 64     |
| 32   | Christelle Gros          | –           | –           | –         | –         | –    | –    | –       | –       | 038        | 023        | 036     | 010     | 016     | 021     | –       | 043    | 011    | 052         | 015         | 60     |
| 33   | Kristina Brouneus        | 036         | 024         | 014       | 021       | 055  | 036  | 052     | 044     | 074        | 057        | –       | –       | 026     | 028     | 011     | 008    | 020    | 062         | 053         | 58     |
| 34   | Walentyna Zerbe-Nessina  | –           | –           | 047       | 069       | 042  | 041  | 022     | 024     | 021        | 043        | 045     | 061     | 021     | 023     | 008     | 025    | 022    | 024         | 014         | 56     |
| 35   | Agata Suszka             | 043         | 041         | 032       | 012       | 014  | 026  | –       | –       | –          | –          | 064     | 066     | 010     | 013     | 051     | 071    | 049    | 050         | 034         | 55     |
| 36   | Åse Idland               | 008         | 012         | –         | –         | 040  | 031  | 023     | 016     | 061        | 018        | –       | –       | –       | –       | –       | –      | –      | –           | –           | 53     |
| 37   | Nina Lemesch             | –           | –           | 045       | 066       | 069  | –    | 008     | 016     | –          | –          | 031     | 064     | 008     | 037     | –       | 073    | 042    | 021         | 041         | 51     |
| 38   | Anna Stera               | 049         | 038         | 046       | 055       | 038  | 045  | –       | –       | –          | –          | 047     | 060     | 030     | 036     | 017     | 003    | 025    | 012         | 031         | 48     |
| 39   | Stacey Wooley            | 028         | 032         | 028       | 031       | 018  | 034  | 047     | 037     | 027        | 015        | 021     | 056     | 012     | 016     | 037     | 033    | 029    | 036         | 077         | 48     |
| 40   | Véronique Claudel        | 054         | 035         | –         | 032       | 020  | 015  | –       | –       | 036        | 024        | 039     | 013     | –       | –       | 035     | 040    | 037    | 048         | 011         | 47     |
| 41   | Tadeja Brankovič         | 016         | 028         | 006       | 058       | 034  | 030  | 048     | 041     | 069        | 025        | 058     | 032     | –       | –       | –       | 059    | 044    | 018         | 024         | 41     |
| 42   | Swetlana Panjutina       | 030         | 009         | 059       | 035       | 064  | –    | 030     | 012     | –          | –          | –       | –       | –       | –       | –       | –      | –      | 025         | 017         | 41     |
| 43   | Kateřina Losmanová       | –           | –           | 013       | 044       | 026  | 021  | 032     | 034     | 068        | 048        | 030     | 026     | 028     | 027     | 031     | 039    | 018    | 011         | 037         | 41     |
| 44   | Inna Scheschkil          | 017         | 029         | 069       | 063       | 048  | 049  | –       | –       | 024        | 045        | 062     | 016     | 048     | DNS     | 021     | –      | –      | 028         | 012         | 40     |
| 45   | Olena Petrowa            | –           | –           | 027       | 041       | 021  | 033  | –       | –       | –          | 025        | –       | –       | –       | –       | 010     | 022    | 016    | 023         | –           | 39     |
| 46   | Swetlana Ischmuratowa    | –           | –           | –         | –         | –    | –    | 007     | 014     | –          | 051        | 053     | 021     | –       | –       | –       | –      | –      | –           | –           | 36     |
| 47   | Florence Baverel         | 014         | 011         | 031       | 017       | 072  | –    | –       | –       | 058        | 052        | –       | –       | –       | –       | –       | –      | –      | –           | –           | 36     |
| 48   | Martina Jašicová         | 059         | 046         | 010       | 027       | 071  | –    | –       | –       | 032        | –          | –       | –       | 038     | 024     | 066     | 009    | 034    | 032         | 038         | 35     |
| 49   | Hiromi Suga              | 045         | 042         | 062       | 026       | 049  | 040  | 024     | 031     | 088        | 013        | 038     | 009     | 041     | 031     | 058     | 026    | 024    | 033         | 056         | 34     |
| 50   | Katja Beer               | 027         | 044         | 017       | 010       | 029  | 027  | 029     | 022     | 048        | 039        | 023     | 055     | –       | –       | –       | –      | –      | –           | –           | 32     |
| 51   | Natallja Permjakawa      | 038         | 040         | 057       | 025       | 050  | 051  | 013     | 028     | 035        | 027        | 034     | 048     | 052     | DNS     | 023     | 048    | 032    | 015         | 047         | 28     |
| 52   | Natallja Ryschankowa     | 040         | 043         | 070       | 067       | 039  | 035  | 031     | 027     | 044        | 049        | 007     | 062     | 035     | 032     | 061     | 018    | –      | –           | –           | 27     |
| 53   | Irina Mileschina         | –           | –           | –         | –         | –    | –    | 020     | 007     | –          | –          | –       | –       | –       | –       | –       | –      | –      | –           | –           | 25     |
| 54   | Steffi Kindt             | 023         | 030         | 054       | 041       | 024  | 044  | 019     | 015     | –          | –          | 025     | 025     | –       | –       | –       | –      | –      | –           | –           | 25     |
| 55   | Olessja Tupilenko        | 034         | 037         | 007       | 023       | –    | –    | –       | –       | 039        | 059        | 029     | –       | –       | –       | 024     | –      | –      | –           | –           | 24     |
| 56   | Iryna Merkuschina        | –           | –           | –         | –         | –    | –    | 036     | 046     | 030        | 020        | 018     | 027     | 031     | 038     | –       | –      | –      | 017         | 061         | 23     |
| 57   | Ryoko Takahashi          | 061         | –           | –         | –         | –    | –    | 009     | –       | 070        | 029        | 051     | 042     | 057     | DNS     | 070     | –      | 078    | 042         | 066         | 17     |
| 58   | Ntala Skinner            | 057         | 050         | 080       | 061       | 082  | –    | –       | –       | 065        | 050        | 012     | 024     | 055     | DNS     | 074     | 058    | 036    | –           | –           | 16     |
| 59   | Eija Salonen             | 042         | 027         | 025       | 013       | 052  | 042  | 068     | –       | 051        | –          | –       | –       | –       | –       | –       | –      | –      | –           | –           | 14     |
| 60   | Ieva Cederštrēma         | 060         | 051         | 033       | 030       | 023  | 050  | 061     | –       | 042        | 041        | 043     | 039     | 070     | –       | 015     | –      | –      | –           | –           | 14     |
| 61   | Maria Schylander         | 073         | –           | 022       | 037       | 041  | 057  | 025     | 032     | –          | –          | –       | –       | 044     | 043     | 057     | 021    | 041    | 022         | 058         | 14     |
| 62   | Jelena Schalina          | –           | –           | –         | –         | –    | –    | 025     | 029     | –          | 047        | –       | 015     | –       | –       | –       | –      | –      | –           | –           | 12     |
| 63   | Martine Albert           | –           | –           | 076       | 082       | 081  | –    | –       | –       | 083        | 093        | –       | 075     | 045     | DNS     | –       | 019    | 021    | –           | –           | 12     |
| 64   | Katja Holanti            | 046         | 036         | 037       | 028       | 045  | 032  | –       | –       | –          | –          | –       | –       | 020     | 022     | 046     | 044    | 045    | 049         | 049         | 10     |
| 65   | Anna Murínová            | 051         | 049         | 052       | 019       | 070  | –    | –       | –       | 046        | 036        | –       | 059     | 060     | DNS     | 032     | 065    | 040    | 069         | 045         | 7      |
| 66   | Hana Dostalová           | –           | –           | 020       | 049       | 065  | –    | 049     | –       | –          | 069        | –       | 045     | 076     | –       | 043     | –      | 058    | –           | 060         | 6      |
| 67   | Morwenna Lane            | –           | –           | –         | 092       | 076  | –    | –       | –       | 080        | 096        | 078     | 086     | 051     | DNS     | 020     | 067    | 054    | –           | –           | 6      |
| 68   | Marina Guschtschina      | –           | –           | –         | –         | –    | –    | –       | –       | –          | –          | –       | –       | –       | –       | –       | –      | –      | 020         | 043         | 6      |
| 69   | Margarita Dulowa         | 052         | 033         | 051       | 063       | 030  | 023  | –       | –       | 064        | 071        | 027     | –       | 072     | –       | 059     | –      | –      | 053         | 048         | 3      |
| 70   | Julija Kondratjewa       | –           | –           | –         | –         | –    | –    | 034     | 023     | –          | –          | 066     | 057     | –       | –       | –       | –      | –      | –           | –           | 3      |
| 71   | Mari Lampinen            | 032         | 031         | 043       | 036       | 036  | 024  | 042     | 038     | 047        | –          | –       | –       | 034     | 040     | 045     | –      | –      | –           | –           | 2      |
| 72   | Ileana Ianoșiu-Hangan    | –           | –           | –         | –         | –    | –    | –       | –       | 081        | 068        | 024     | 067     | 062     | –       | 047     | –      | –      | –           | –           | 2      |